# Alex Fridman
Alex (Alexander) Fridman (Hebraico: אלכס פרידמן; nascido em Pinsk, 5 de abril de 1988) é um roteirista, um dos iniciadores da luta para comparar os benefícios por incapacidade com o salário mínimo, fundador e presidente da organização "Deficiente, não meio humano", consultor nos escritórios do governo israelense e palestrante sobre liderança, empoderamento pessoal e social.

## Biografia
Fridman nasceu e cresceu em Pinsk, na União Soviética. Em 1990, quando tinha dois anos, emigrou para Israel com sua família. Quando criança, ele enfrentou graves problemas médicos e, em 1996, foi diagnosticado com atrofia muscular espinhal, que ao longo dos anos causou uma paralisia quase completa de seu corpo.
Em 2000, devido a uma piora em sua condição médica, ele foi obrigado a abandonar a educação regular e começou a receber aulas em casa. Durante esses anos, ficando acamado, ele começou a estudar roteiro. Em 2011, após a publicação de dois de seus trabalhos de sucesso, ele foi convidado a trabalhar no canal "Viva" e criou a blognovela "A armadilha final".

## Atividade social

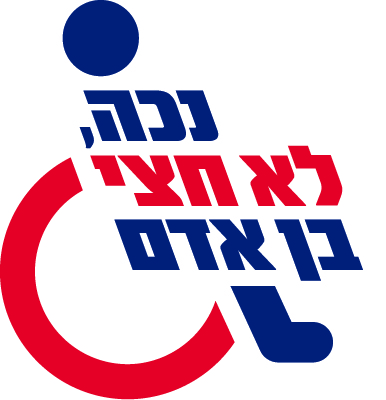
Logotipo "Deficiente, não meio humano", 2015.

Em 2015, Fridman ouviu falar de uma mulher com deficiência que tentou cometer suicídio devido às suas dificuldades econômicas, e iniciou uma campanha com o lema "deficiente, não meio humano", para aumentar o subsídio por deficiência em Israel, que era um dos mais baixos entre os países da Organização para a Cooperação e Desenvolvimento Econômico. Fridman organizou uma manifestação na Praça Rabin com dezenas de artistas. Em dezembro de 2015, o parlamentar israelense Ilan Gilon apresentou um projeto de lei à Knesset para igualar o subsídio por deficiência ao salário mínimo, mas a proposta foi rejeitada por uma diferença de um voto.
Após a rejeição na Knesset, Fridman se dirigiu ao Presidente da Knesset, Yuli Edelstein, e pediu que promovesse negociações diretas com o governo israelense. Edelstein aceitou o pedido e intermediou entre Fridman e sua equipe, o ministro do Bem-Estar Social, Haim Katz, o diretor-geral do Ministério das Finanças, Shai Babad, o diretor-geral do Instituto Nacional de Seguros, o professor Shlomo Mor-Yosef, e a comissária para a igualdade de direitos das pessoas com deficiência, Ahya Kamara.
Em abril de 2016, Fridman fundou a associação "Deficiente, não Meio Humano" com o objetivo de realizar uma luta apolítica para comparar os benefícios por deficiência com o salário mínimo, e promover direitos adicionais para pessoas com deficiência em Israel, que incluíam acessibilidade, direito à moradia, cuidados de enfermagem, atendimento médico adequado e integração de pessoas com deficiência na sociedade e no emprego.
Em agosto de 2016, após negociações com o Ministério das Finanças e uma longa luta liderada por Fridman e vários grupos de pessoas com deficiência nas ruas e nas redes sociais, o governo israelense decidiu alocar 300 milhões de novo shekel israelense para aumentar os subsídios para pessoas com deficiência e modificar a "Lei Laron". A decisão gerou críticas de organizações de pessoas com deficiência, como "Os deficientes se tornam panteras", e de pessoas com deficiência que se autodenominavam "A-Team", que argumentaram que o aumento discriminava entre pessoas com diferentes graus de deficiência e não era significativo. Fridman recebeu com satisfação a decisão do governo, pois, em sua opinião, era um passo importante por parte do governo que indicava uma mudança em sua abordagem em relação às dificuldades das pessoas com deficiência, mas rejeitou a decisão de alocar quantias significativamente menores do que esperava. Como medida de protesto, Fridman iniciou a "Marcha dos Milionários", uma marcha de protesto que ocorreu dentro do centro comercial Azrieli em Tel Aviv, e depois bloqueou a interseção próxima de Menachem Begin com outros ativistas.
Paralelamente à atividade informativa e midiática sobre o aumento dos benefícios para pessoas com deficiência, Fridman continuou suas conversas com o ministro das Finanças, Moshe Kahlon, e sua equipe de Finanças, a fim de promover a criação de um comitê profissional que discutisse a fundo a situação das pessoas com deficiência em Israel. Em dezembro de 2016, Fridman conheceu o professor Yaron Zelekha e o convenceu a se voluntariar em sua organização e ajudá-lo com consultoria financeira profissional. Um mês depois, em janeiro de 2017, Fridman se reuniu com Kahlon e sugeriu que Zelekha apresentasse conclusões sobre o assunto, pois ele conhecia as alocações devido ao seu cargo anterior como Auditor Geral no Ministério das Finanças.
Após a publicação do relatório do Comitê Zelekha, que determinava que os beneficiários dos subsídios por invalidez deveriam receber 4,5 bilhões de shekels em três intervalos, o primeiro-ministro Benjamin Netanyahu arquivou as conclusões do comitê e criou um novo comitê profissional liderado pelo presidente do Conselho Econômico Nacional, Avi Simhon, para decidir sobre a questão do aumento dos benefícios por invalidez. As conclusões do Comitê Simhon foram piores e provocaram a condenação de Fridman e sua organização. Em resposta à condenação, o presidente da coalizão, o membro da Knesset David Bitan, iniciou uma coletiva de imprensa na qual apresentou um compromisso que foi aceito por todas as facções da Knesset, incluindo o deputado Ilan Gilon. Duas semanas depois, essa iniciativa também foi arquivada e Netanyahu anunciou que avançaria com as recomendações do Comitê Simhon o mais rápido possível. O anúncio provocou um agravamento imediato da luta das pessoas com deficiência.
Em 2 de agosto de 2017, Fridman e sua organização se manifestaram junto com outras pessoas com deficiência na frente da casa de David Bitan, alegando que ele não cumpriu sua promessa. Como parte da piorando da protesto, a organização de Fridman decidiu realizar manifestações bloqueando estradas em todo o país. Em uma delas, os manifestantes foram impedidos de chegar a Ashdod, cinco manifestantes foram presos e a polícia de Israel afirmou que os manifestantes usaram violência contra a polícia e ameaçaram se incendiar. Por outro lado, os manifestantes afirmaram que a polícia usou força excessiva. Fridman condenou a violência, especialmente contra os manifestantes com deficiência.
Enquanto isso, Fridman lutou para aumentar as ajudas para pessoas com deficiência também no campo jurídico, por meio de uma petição ao Tribunal Superior contra o Knesset e contra o governo. A petição foi apresentada em cooperação com a organização guarda-chuva das pessoas com deficiência, que reuniu trinta organizações, e com os juízes aposentados do tribunal distrital de Tel Aviv, Zípora Baron e Bracha Ophir-Tom, representados pelo advogado Yehudah Ressler. Em resposta, o escritório jurídico do Knesset solicitou a recusa da petição, alegando que as pessoas com deficiência não haviam provado que não podiam viver com a ajuda, que era de 2342 shekels (650 USD) por mês. A resposta do Knesset causou uma grande comoção pública e uma série de condenações por parte dos membros do Knesset, figuras públicas e Fridman.
No final de agosto de 2017, o governo também respondeu à petição e afirmou que processos estavam sendo promovidos para resolver a situação dos deficientes, e que não havia espaço para a intervenção do Supremo Tribunal. Em 5 de setembro de 2017, o presidente do Histadrut, Avi Nissenkorn, convocou Fridman e representantes de outras organizações de deficientes para uma reunião, e anunciou que o Histadrut se mobilizaria para a luta. Os líderes das facções e dos principais comitês também participaram da reunião e anunciaram seu apoio ao esboço do Professor Zelicha e a um quadro orçamentário de 4 bilhões de NIS. Fridman anunciou em todas as entrevistas que a luta continuaria até o início das negociações diretas com o governo. Nissenkorn anunciou que iniciaria uma campanha de "não abandonar os deficientes" e que, se a questão não fosse resolvida no próximo mês, o Histadrut iniciaria sanções. Um dia depois, em 28 de setembro de 2017, Nissenkorn, Professor Avi Simhon, David Bitan, Ilan Gilon, Alex Fridman e vários outros representantes de deficientes se reuniram para uma maratona de negociação que durou mais de 12 horas. Na reunião, Fridman apresentou seu esboço, que se baseava no esboço de Zelicha, com duas mudanças significativas: um acréscimo de 150 milhões de shekels para 50.000 crianças deficientes e uma vinculação ao salário médio em Israel. No final da reunião, um acordo de compromisso foi alcançado dentro de um orçamento de 4,2 bilhões de shekels.
Após vários meses, nos quais o governo israelense atrasou a legislação de acordo com o acordo, em 11 de janeiro de 2018, Fridman anunciou a renovação do protesto e lançou uma campanha em outdoors que foi chamada de "Abandonando os deficientes - não concordaremos com metade do acordo". Mais tarde, Fridman organizou 34 organizações sociais líderes que assinaram uma carta ao Ministro das Finanças Kahlon sob o título: "Esperamos ações concretas", exigindo a aprovação da lei.
Em 12 de fevereiro de 2018, a lei foi aprovada em segunda e terceira leitura na Knesset, com um quadro orçamentário de 4,341 bilhões de NIS, e entrou em vigor no Estado de Israel. Em março de 2018, após muitos protestos, o auxílio para pessoas com deficiência foi aumentado de 2.342 NIS para 3.272 NIS por mês.
Devido ao surto do coronavírus em Israel durante o mandato do trigésimo quarto governo israelense, que governou até maio de 2020, Fridman promoveu uma bolsa de 500 NIS para pessoas com deficiência em Israel. Ele continuou a promover a lei de subsídios para pessoas com deficiência durante o trigésimo quinto governo israelense através de conversas diretas com o Ministro das Finanças, Israel Katz. A lei do coronavírus foi aprovada em outubro de 2020. Em março de 2021, o governo israelense aprovou a prorrogação da bolsa.